# Гай Эренуций
Гай Эрену́ций (лат. Gaius Erenucius; умер после 379 года до н. э.) — римский политический деятель из плебейского рода Эренуциев, военный трибун с консульской властью 379 года до н. э.
Гай Эренуций стал одним из пяти военных трибунов-плебеев в коллегии 379 года до н. э., включавшей восемь человек. Двое его коллег-патрициев, превосходивших остальных знатностью и влиянием, Публий Манлий Капитолин и Гай Манлий Вульсон, добились без жеребьёвки самого почётного назначения, на войну с вольсками. О деятельности Гая Эренуция известно только, что он в числе прочих плебейских магистратов обеспечил Республике, по словам Ливия, «домашнее спокойствие».